# Juan Carlos Trebucq
Juan Carlos Trebucq est un footballeur argentin né le 6 août 1945 à Ansenada (Argentine). Il a joué comme attaquant à River Plate, avant de faire carrière en France.

## Carrière de joueur
- 1971-1972 : River Plate
- 1972-1974 : Troyes AF
- 1974-1975 : Toulouse FC